# Boss Level – Játszd újra
A Boss Level – Játszd újra (eredeti cím: Boss Level) 2021-ben bemutatott amerikai sci-fi-akciófilm, melyet Chris és Eddie Borey, valamint Joe Carnahan forgatókönyve alapján Carnahan rendezett.
A főbb szerepekben Frank Grillo, Mel Gibson, Naomi Watts és Michelle Yeoh látható. 

## Rövid történet
Egy visszavonult katona, Roy Pulver időhurokba kerülve újra és újra átéli ugyanazt a számára végzetes napot.

## Cselekmény
Roy Pulver nyugalmazott Delta Force katona Atlantában él. Egy reggel arra ébred a lakásában, hogy egy machetével felfegyverzett bérgyilkos próbálja megölni, egy helikopterről is tüzelnek rá, a többi bérgyilkos elöli autós menekülés közben pedig életét veszti. Kiderül, hogy a férfi ugyanazt a napot éli át újra és újra, immár négy hónapja – támadói minden alkalommal pontosan ismerik pillanatnyi tartózkodási helyét, de a támadásuk okát nem fedik fel. A 48. alkalommal Roy felhívja feleségét, Jemmát, akivel külön élnek. Csak a nő főnökével, a Dynow Labs vezetőjével, Clive Ventor ezredessel tud beszélni, aki elmondja a gyanakvó Roynak, hogy Jemma előző este meghalt egy munkahelyi balesetben. Előző nap Roy ellátogatott felesége munkahelyére, abban a reményben, hogy állást szerezhet. Vitatkoztak közös gyermekük, Joe jövőjéről, aki nem tudja, hogy Roy az apja. 
A 143. alkalommal Roy észreveszi és követi Joe-t, a fiú bevallja neki, hogy egy videójáték-verseny miatt ellógott az iskolából. A bérgyilkosok ismét megölik a férfit, de Roy közben rájön, hogy a fogába rejtett nyomkövetővel találnak rá minden alkalommal. A 156. próbálkozása során Ventor felfedi Roy előtt, hogy a Dynow cég egy szerkezetet épített, mellyel újraírhatják a történelmet, ami egyúttal Ventort a világ teljhatalmú diktátorává tenné. Jemma haláláért is Ventor a felelős, ám a nő még korábban gondoskodott róla, hogy Roy belekerüljön egy időhurokba, lehetőséget nyújtva számára Ventor legyőzésére. Később az is kiderül, hogy a szerkezetet nem lehet kikapcsolni és felrobbanva hamarosan az egész világot elpusztítja. 
Roy az időhurkot kihasználva kiismeri támadói minden akcióját, így azokat el tudja hárítani. Az így felszabadult időt arra használja, hogy jobban megismerje a fiát. Beszélgetésük során egy elejtett információból rájön, Jemma aznap reggel még felhívta a fiát telefonon, vagyis még életben van, amikor Roy reggel felébred és újraéli a napját. 
Roy eltéríti a lakása előtt őrködő helikoptert, a Dynow főhadiszállására viteti magát, megelőző csapást mér az összes bérgyilkosra és végez Ventorral is, megmentve Jemmát. A nő közli vele, az egyetlen mód a világ megmentésére az, ha Roy belép a szerkezetbe, ami az ő genetikai anyagára van hangolva, de még soha nem próbálták ki. Roy félelem nélkül megteszi abban a tudatban, hogy ezzel megmenti a feleségét és a fiát.

## Szereplők
| Színész           | Szerep               | Magyar hang      |
| ----------------- | -------------------- | ---------------- |
| Frank Grillo      | Roy Pulver           | Makranczi Zalán  |
| Mel Gibson        | Clive Ventor ezredes | Sörös Sándor     |
| Naomi Watts       | Jemma Wells          | Létay Dóra       |
| Michelle Yeoh     | Dai Feng             | Bertalan Ágnes   |
| Will Sasso        | Brett                | Schneider Zoltán |
| Annabelle Wallis  | Alice                | Dobó Enikő       |
| Rob Gronkowski    | Gunner               |                  |
| Ken Jeong         | Jake séf             | Vida Péter       |
| Mathilde Ollivier | Gabrielle            | Pap Katalin      |
| Selina Lo         | Guan Yin             | Mentes Júlia     |
| Quinton Jackson   | német ikrek          |                  |
| Rashad Evans      | német ikrek          |                  |
| Meadow Williams   | Pam                  | Csuha Borbála    |
| Sheaun McKinney   | Dave                 | Orosz Ákos       |
| Aaron Beelner     | Kaboom               |                  |

## Fordítás
- Ez a szócikk részben vagy egészben  a   Boss Level című angol Wikipédia-szócikk fordításán alapul.  Az eredeti cikk szerkesztőit annak laptörténete sorolja fel. Ez a jelzés csupán a megfogalmazás eredetét és a szerzői jogokat jelzi, nem szolgál a cikkben szereplő információk forrásmegjelöléseként.